# Hondecoeterstraat

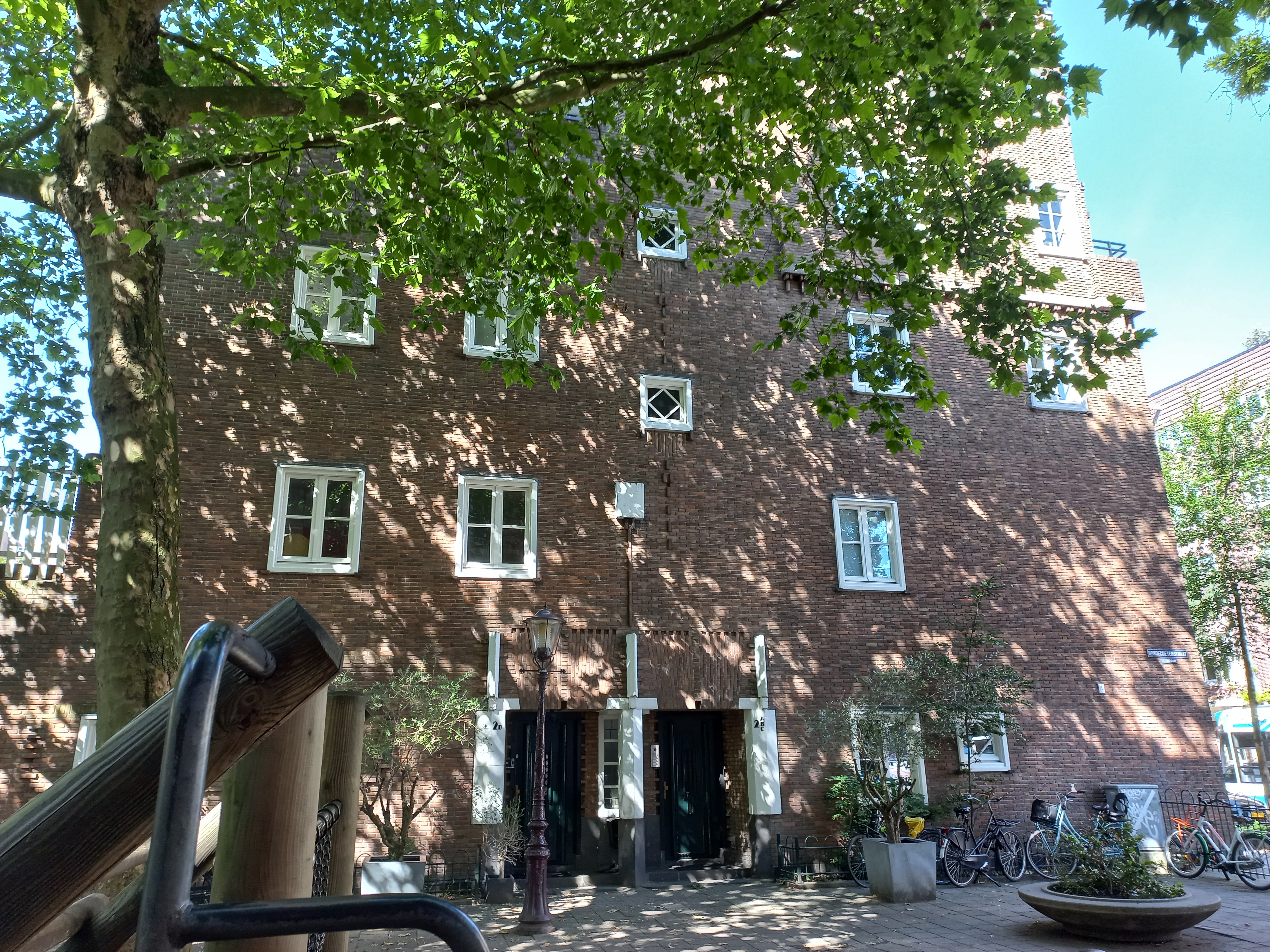
Hondecoeterstraat 2 (juli 2022)

De Hondecoeterstraat is een straat in Amsterdam-Zuid. De straat kreeg een buurt (Hondecoeterbuurt) naar zich vernoemd en is gelegen in het Museumkwartier.

## Geschiedenis en ligging
De straat kreeg op 16 oktober 1901 haar naam; een vernoeming naar de schilder van dieren en stillevens Melchior  de Hondecoeter. In 1904 werd de straat opnieuw gedefinieerd; het korte stukje Frans van Mierisstraat, Jacob Obrechtplein, daarvoor nog Verlengde Hondecoeterstraat genoemd, werd toegevoegd. Totdat de bebouwing door gemeente Amsterdam hier begon was het eeuwenlang agrarisch gebied, in de 19e eeuw behorend bij de gemeente Nieuwer-Amstel.
De straat begint aan De Lairessestraat en loopt zuidwaarts richting Jacob Obrechtplein. De richting van huisnummering loopt van noord naar zuid, waarschijnlijk een restant van de gemeente Nieuwer-Amstel; Amsterdam nummert doorgaans vanaf de Boerenwetering, zoals te zien is bij de parallel liggende Jacob Obrechtstraat en Van Baerlestraat die van zuid naar noord nummeren en tevens de oost- en westgrens van de buurt vormen.
De straat is vanwege haar nauwte en de knik ongeschikt voor grote voertuigen en openbaar vervoer.

## Gebouwen
De huisnummers lopen op van 2 tot en met 30 aan de even (west) zijde en 5 tot en met 21 aan de oneven (oost) zijde. Het verschil wordt veroorzaakt doordat de oneven nummering pas in het zuidelijke deel begint; ten noorden daarvan zijn alleen zijgevels te zien van de strokenbouw langs de zijstraten.
De bebouwing werd grotendeels ontworpen door architecten die weinig faam kregen, maar ook Abraham Salm is hier werkzaam geweest (Hondecoeterstraat 16, Frans van Mierisstraat 119-121). Vijf bouwwerken springen er volgens de gemeente uit:
- Hondecoeterstraat 2; een gebouw met aansluiting aan het bouwblok De Lairessestraat 3-13, ontworpen door Jo van der Mey (orde 2) uit 1919
- Hondecoeterstraat 4-8 met bebouwing binnenterrein, eveneens ontworpen door Jo van der Mey (gemeentelijk monument, orde 1) uit 1920
- Hondecoeterstraat 12 een gebouw met een groot reliëf
- Hondecoeterstraat 14 van Alphonsus Maria Leonardus Aloysius Jacot en Willem Oldewelt uit 1906
- Hondecoeterstraat 20-22 van J. Pelser uit 1905.

Extra bijzonder is daarbij gebouw nummer 14, dat rond 2020 als bedrijfsgebouw geheel werd afgebroken, voorzien werd van een nieuwe onderbouw en vervolgens weer werd opgetrokken als appartementencomplex.

### Hondecoeterstraat 20-22
Deze twee huizen werden ontworpen door Johannes Pelser (Utrecht, 1859 – Amsterdam, 1939) die van huis geen architect was. Hij was zowel makelaar als opzichter, kocht dus terreinen om er vervolgens op te bouwen en het dan weer te verkopen. Pelser woonde op Hondecoeterstraat 22. Huisnummers zijn symmetrisch ten opzichte van elkaar neergezet met een hoefijzerboog boven de entrees.

## Kunst
Voor kunst in de openbare ruimte was in de 20e eeuw geen plaats; ook hier wilde de nauwte van de straat niet meewerken. Toen het noordelijkste gedeelte autovrij werd gemaakt was er plaats voor een speelplaatsje met social sofa’s. Uit de tijd van bouw staat nog een klassieker; er staat een kabelkast van een type dat veel werd gebruikt tot 1913 maar vervolgens bijna geheel uit het straatbeeld is verdwenen; die aan de Langestraat werd in 2013 nog tot gemeentelijk monument verklaard. Geheel onopvallend is in de straat een kleine experimentele muurschildering te zien van Ivar Vičs. Het speelplaatsje heeft een artistiek klimrek en een social sofa.

## Afbeeldingen

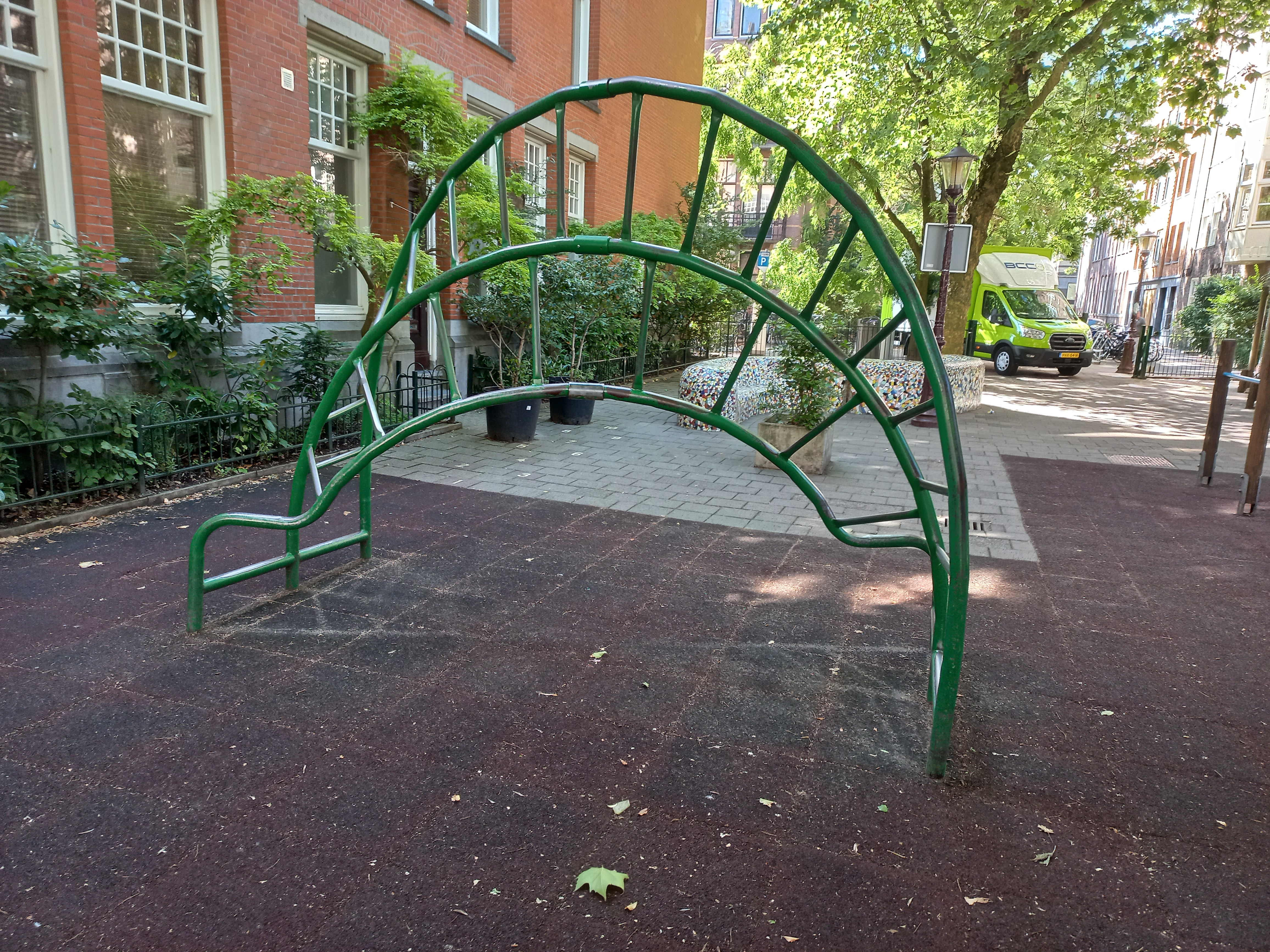
speelobject (juli 2022)
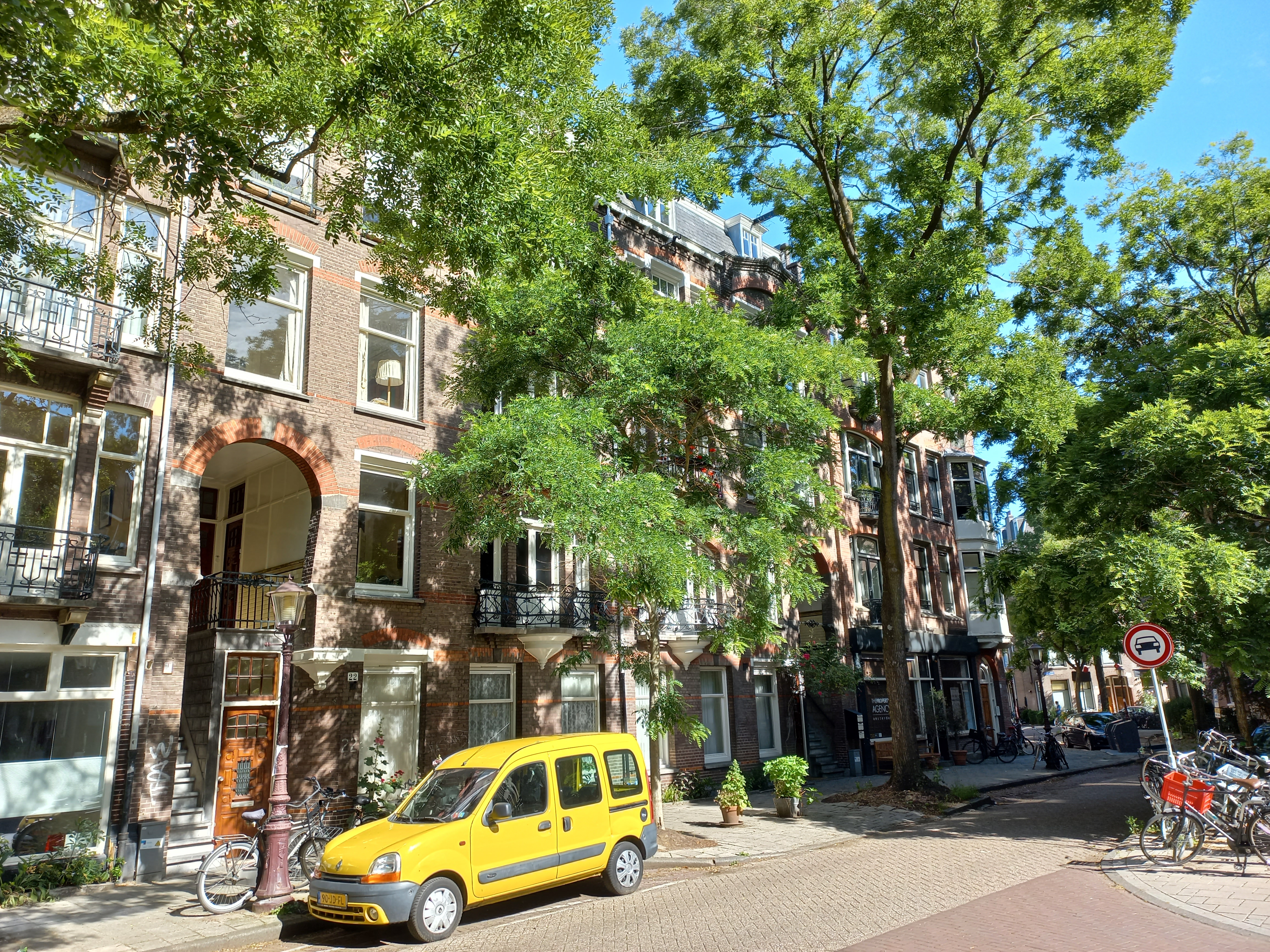
Hondecoeterstraat 18-22 met hoefijzerboog (juli 2022)
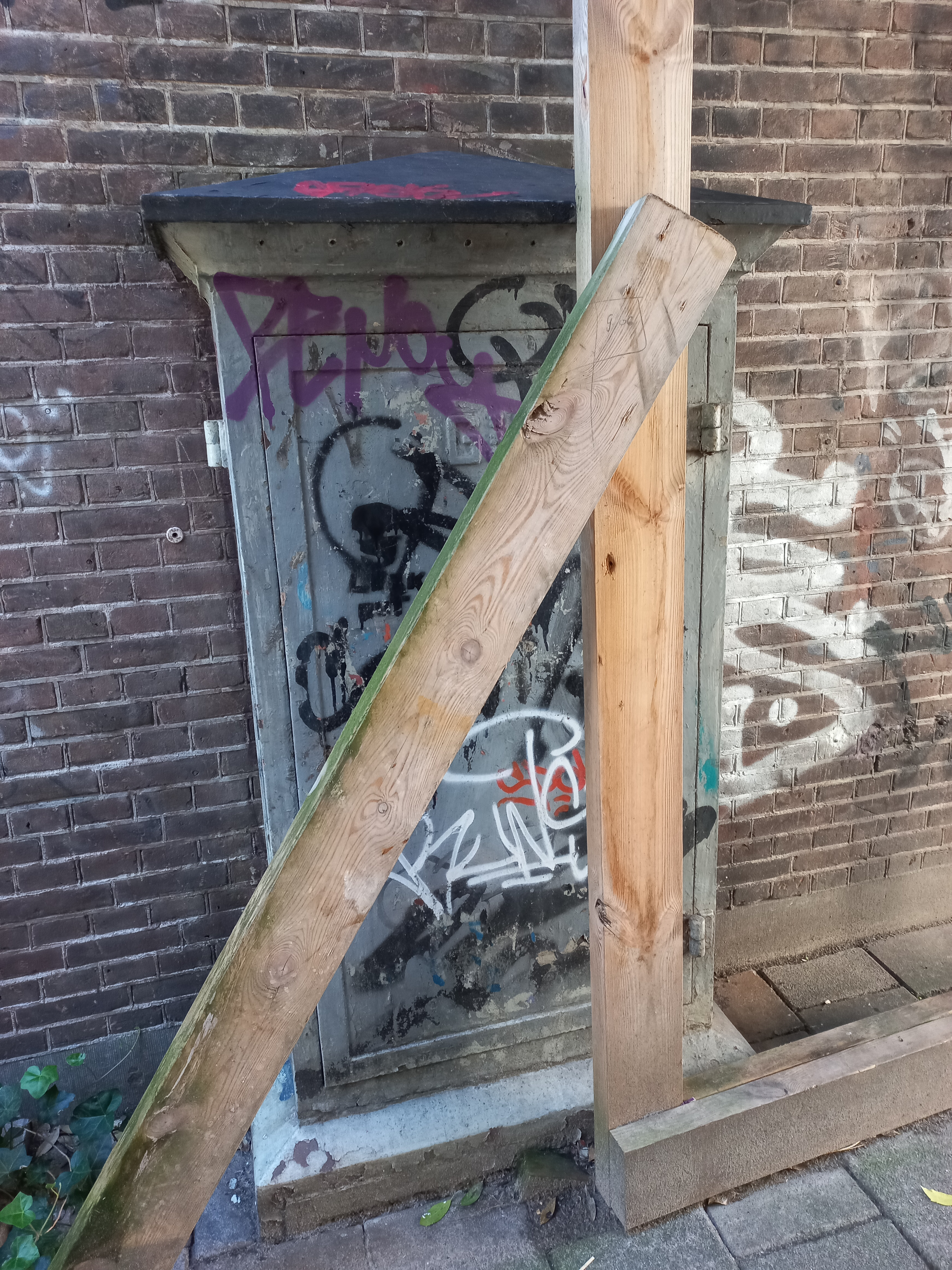
Oude kabelkast (juli 2022)
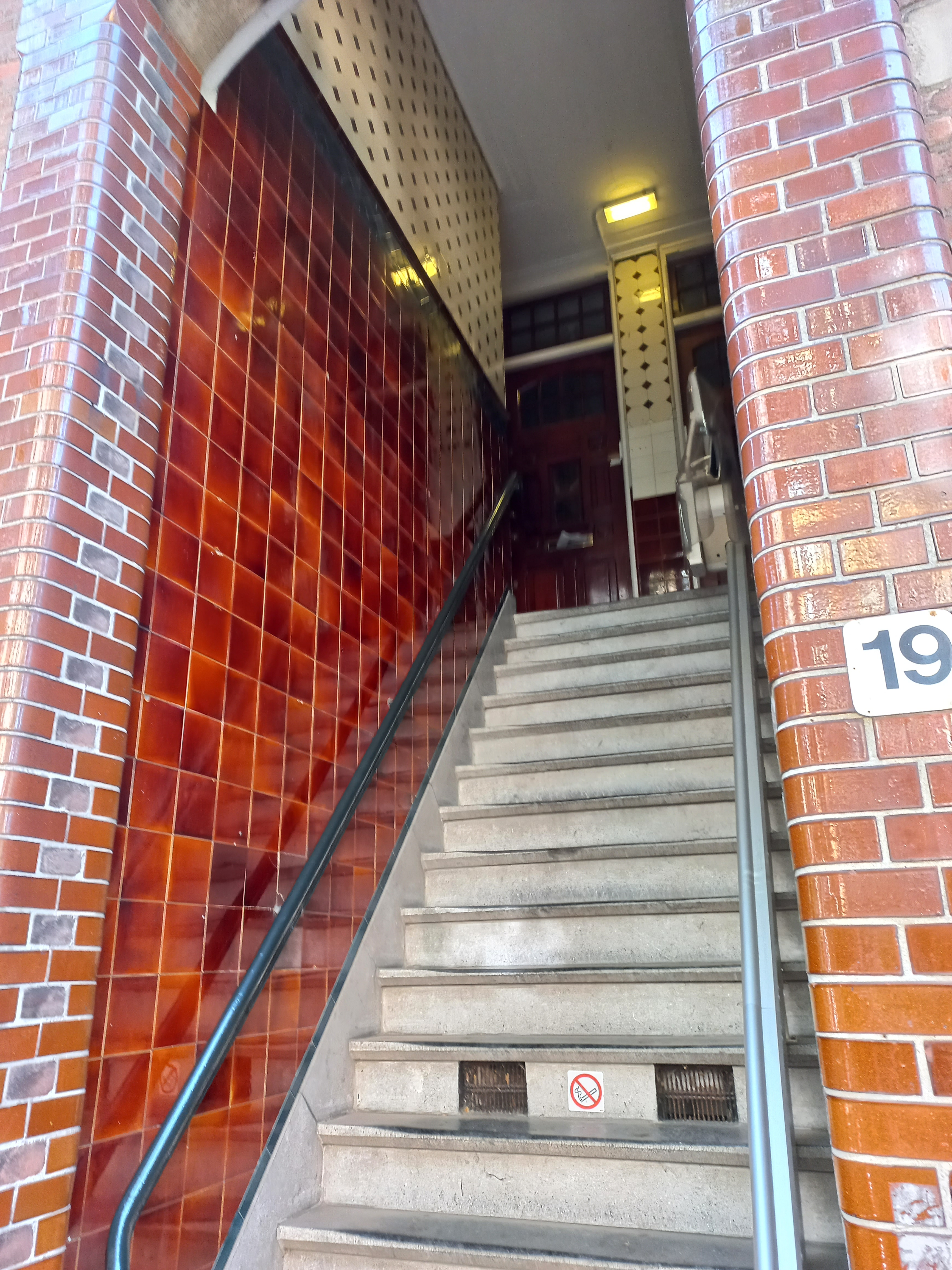
Tegelwerk nr. 19 (juli 2022)